# Burkhard Horstmann
Burkhard Horstmann (* 24. August 1955 in Rostock; † 17. November 2005 in Berlin), genannt Ingo vom Kotti, war ein bekannter Berliner Obdachloser und Berliner Original.

## Leben
Horstmann war in einem Kinderheim in Rerik in der damaligen DDR aufgewachsen. Nach einem misslungenen Versuch, nach Westdeutschland zu flüchten, wurde er Anfang der  1970er Jahre wegen versuchtem „ungesetzlichen Grenzübertritts“ zu einer Freiheitsstrafe verurteilt und in Cottbus inhaftiert. 1985 gelangte er durch Freikauf nach West-Berlin.
Für einige Jahre arbeitete Horstmann bei einem Abrissunternehmen, war verheiratet und lebte in einer Wohnung in der Görlitzer Straße. Die Drogenabhängigkeit seiner Ehefrau verzehrte jedoch einen großen Teil seines Einkommens, und nachdem sein Arbeitgeber Insolvenz anmeldete, mussten sie die Wohnung verlassen. Horstmann ließ sich scheiden und lebte seitdem als Obdachloser unter der U-Bahn-Brücke am Kottbusser Tor.
Über die Jahre wurde Horstmann, der nahezu ausschließlich Ingo vom Kotti genannt wurde, zu einer bekannten Gestalt und als Teil des Kreuzberger Lokalkolorits zu einer lebenden Sehenswürdigkeit. Er war als Berlins berühmtester Penner häufig Gegenstand von Berichten in Fernsehen und Zeitungen; Touristenbusse fuhren langsamer, damit die Insassen einen Blick auf das Stadtoriginal werfen konnten.
Alkoholismus, Unfälle und das Leben unter freiem Himmel ließen Horstmanns Gesundheit in der letzten Phase seines Lebens rapide schwinden. In der Nacht des 17. November 2005 starb er als erster Kältetoter des Winters an seinem Schlafplatz unter der Brücke und wurde am 13. Dezember in Köpenick beigesetzt.